# Zamlînok, Zdolbuniv
Zamlînok (în ucraineană Замлинок) este un sat în comuna Mîrotîn din raionul Zdolbuniv, regiunea Rivne, Ucraina.

## Demografie
Componența lingvistică a localității Zamlînok
     Ucraineană (100%)
Conform recensământului din 2001, toată populația localității Zamlînok era vorbitoare de ucraineană (100%).